# 高氯酸𰽽
高氯酸是一种无机化合物，化学式H
3OClO
4。它是不寻常的稳定固体水合氢离子盐。

## 制备
高氯酸可以由无水高氯酸和水以1:1摩尔比混合而成：
HClO
4 + H
2O → H
3OClO
4
这种方法会产生一些副产物，并不是一种可靠的方法。
它也可以由无水硝酸和高氯酸反应而成。